# 1. division (Eishockey) 1980/81
Die Saison 1980/81 war die 24. Spielzeit der 1. division, der höchsten dänischen Eishockeyspielklasse. Meister wurde zum ersten Mal in der Vereinsgeschichte überhaupt AaB Ishockey. Der Esbjerg IK stieg in die zweite Liga ab.

## Modus
In der Hauptrunde absolvierte jede der acht Mannschaften insgesamt 28 Spiele. Der Erstplatzierte der Hauptrunde gewann den Meistertitel. Der Letztplatzierte der Hauptrunde stieg in die zweite Liga ab. Für einen Sieg erhielt jede Mannschaft zwei Punkte, bei einem Unentschieden gab es einen Punkt und bei einer Niederlage null Punkte.

## Hauptrunde
|    | Klub                      | Sp | S  | U | N  | T   | GT  | Punkte |
| -- | ------------------------- | -- | -- | - | -- | --- | --- | ------ |
| 1. | AaB Ishockey              | 28 | 22 | 3 | 3  | 180 | 98  | 47     |
| 2. | Rødovre Mighty Bulls      | 28 | 21 | 3 | 4  | 161 | 101 | 45     |
| 3. | Herning IK                | 28 | 16 | 2 | 10 | 155 | 106 | 34     |
| 4. | Vojens IK                 | 28 | 13 | 1 | 14 | 126 | 108 | 27     |
| 5. | Rungsted IK               | 28 | 12 | 2 | 14 | 116 | 105 | 26     |
| 6. | KSF Kopenhagen            | 28 | 8  | 0 | 20 | 86  | 157 | 16     |
| 7. | Frederikshavn White Hawks | 28 | 6  | 4 | 18 | 108 | 180 | 16     |
| 8. | Esbjerg IK                | 28 | 6  | 1 | 21 | 101 | 178 | 13     |

Sp = Spiele, S = Siege, U = unentschieden, N = Niederlagen, OTS = Overtime-Siege, OTN = Overtime-Niederlage, SOS = Penalty-Siege, SON = Penalty-Niederlage